# جويس تشيانغ
جويس تشيانغ (بالإنجليزية: Joyce Chiang)‏ هي محامية أمريكية، ولدت في 7 ديسمبر 1970 في شيكاغو في الولايات المتحدة، وتوفيت في 9 يناير 1999 في واشنطن العاصمة في الولايات المتحدة.